# In on the Kill Taker
In on the Kill Taker (с англ. — «В деле с теми, кто убивает») — третий студийный альбом американской постхардкор-группы Fugazi, выпущенный 30 июня 1993 года лейблом Dischord Records и записан в студии Inner Ear под руководством Теда Найсли и Дона Зиентары. In on the Kill Taker сохранил агрессивность ранних релизов группы, но при этом продемонстрировал более широкий спектр влияний.
Отчасти благодаря популярности альтернативного рока в начале 1990-х годов альбом In on the Kill Taker стал первым у группы, дебютировавшим в чартах Billboard, и впоследствии принёс группе успех.

## Предыстория и запись
Изначально Fugazi записывали материал с продюсером Стивом Альбини в студии Chicago Recording Company осенью 1992 года с намерением выпустить мини-альбом. В ходе сессий было записано достаточно материала для альбома, но группа осталась недовольна результатом и перезаписала материал в Вашингтоне, округ Колумбия, в студии Inner Ear с продюсерами Доном Зентарой и Тедом Найсли. Оригинальные записи с Альбини с тех пор распространяются нелегально (в виде бутлегов) и доступны в файлообменных сетях.
Благодаря сессиям в Чикаго Fugazi были хорошо подготовлены ко второй записи. Вокалист/гитарист Ги Пиччотто сказал по этому поводу следующее: 

Я думаю, мы действительно очень усердно работали над тем, чтобы свести песни. Мы сделали гораздо больше демозаписей перед сессией, и не только с благодаря Альбини, но и с помощью 8-дорожечного магнитофона, который мы купили для записи репетиций. Это действительно изменило наш подход к работе над песнями. Это также помогло нам немного разобраться в том, как создавать базовую запись.
Чуть более «отполированное» звучание пластинки было намеренным результатом того, что Найсли «реагировал на то, что он услышал от популярных групп с той же ДНК, что и у Fugazi, которых в то время активно крутили по радио».

## Концепция и темы
Джейсон Даймонд в своей статье для Pitchfork Media отметил, что «с точки зрения текстов это также один из самых амбициозных альбомов той эпохи. Хотя прятать какой-либо смысл под грудой слов, как это делали Кобейн или такие группы, как Pavement, были в моде, Fugazi любили всё усложнять. Пиччотто хвастался своим дипломом по английскому языку, полученным в Джорджтаунском университете, в то время как Маккей вдохновлялся Марксом и журналом The Nation». Открытый текст вступительной песни «Facet Squared» «может быть как о национализме, так и о масках, которые люди надевают, выходя на публику <…>». Песня «Smallpox Champion», написанная Пиччотто, отсылает к геноциду, совершённому отцами-основателями Соединённых Штатов против коренных американцев. В текстах песен альбома часто упоминаются фильмы, в частности песня «Cassavetes», которая является данью уважения актёру и режиссёру Джону Кассаветису, а также критикой голливудской культуры. Песня «Walken’s Syndrome» отсылает к фильму Вуди Аллена «Энни Холл», где персонаж Кристофера Уокена испытывает непреодолимое желание врезаться ночью во встречный транспорт.

## Композиция и стиль
Энди Келлман из AllMusic отметил то, что он назвал «небрежным подходом к продюсированию» в альбоме In on the Kill Taker. Материал альбома сохранил агрессивный и ритмичный стиль группы, но при этом стал более разнообразным. Fugazi отрицали какие-либо сознательные попытки сделать Kill Taker более экспериментальным или разнообразным. Пиччотто заявил поэтому поводу следующее: 

Я не думаю, что он не думает, "что какой-то из альбомов более экспериментальный, чем остальные, потому что для нас все они были экспериментами. Мы просто пытались во всём разобраться и с каждым разом продвигались всё дальше. Так что, на мой взгляд, каждая запись звучит как шаг вперёд, или в сторону, или, по крайней мере, как-то иначе по сравнению с предыдущей.
Мэтт Дил из Rolling Stone назвал альбом «виртуальной энциклопедией музыкальных стилей, происходящих от панка», и отметил большое количество влияний таких групп, как The Ruts, U.K. Subs (за «Facet Squared» и «Public Witness Program»), Sonic Youth (за «Smallpox Champion»), Gang of Four (за «Cassavetes»), Pylon, «ранние» R.E.M. (за «Sweet and Low») и даже «быстрый хардкорный звук» бывшей группы Маккея Minor Threat (за «Great Cop»). «23 Beats Off» заслужила сравнение с ранним треком группы Wire, который «буквально растянулся почти на семь минут, поскольку Маккей переходит от пения (насколько это возможно) к крику о человеке, который когда-то был „в центре какого-то парада бегущих лент“, который превращается в „имя нарицательное с ВИЧ“».

## Художественное оформление
Режиссёр Джем Коэн, давний друг и соратник группы, отвечал за художественное оформление и упаковку альбома. Для создания общего макета были использованы найденные фрагменты текста и фотографии. Изображение на обложке — выгоревший золотой Polaroid с монументом Вашингтону — было найдено Коэном на улице. Внутренний конверт был найден Джереми Блейком, другом группы, прикреплённым к фонарному столбу в Чикаго. Текст на полях обложки и на задней обложке также был найден Коэном на земле в городе Нью-Йорке и содержал фразу: «<...> so I could have tried to put a stop to the hater, the adversary workers, iniquity evildoers. This is big because people in high places are in on the kill taker».

## Выпуск и продвижение
Альбом In on the Kill Taker, выпущенный 30 июня 1993 года, стал первым альбомом группы, попавшим в Billboard 200 и занявшим в итоге 153-е место. Альбом также возглавил независимые чарты NME и Melody Maker в Великобритании.
К моменту начала тура In on the Kill Taker группа начала собирать полные залы и арены, а также получать более выгодные предложения от крупных лейблов. Во время трёхдневного аншлагового выступления группы в нью-йоркском Roseland Ballroom в сентябре 1993 года музыкальный магнат и президент Atlantic Records Ахмет Эртегюн встретился с группой за кулисами, чтобы попытаться подписать с ними контракт. Эртегюн предложил группе «всё, что пожелаете», собственный дочерний лейбл и более 10 млн долларов только за то, чтобы они подписали контракт с Atlantic. Fugazi отклонили предложение. Организаторы фестиваля Lollapalooza также пытались пригласить группу в качестве хедлайнеров на свой тур в 1993 году. Группа рассматривала это предложение, но в итоге отказалась из-за того, что билеты стоили 33 доллара. В статье The Washington Post, опубликованной в августе того же года, отмечалось, что Курт Кобейн и Кортни Лав посетили их концерт в Сиэтле и даже встретились с группой после выступления. В нём также говорилось о схожем уровне интереса со стороны Майкла Стайпа и Эдди Веддера. В ретроспективном обзоре Pitchfork Media, опубликованном в 2018 году, отмечалось, что в критической статье «In on the Kill Taker появляется где-то ближе к концу произведения. Это было почти так же, как если бы вы сказали, что они вам нравятся или что вы их знаете. Это было бы чем-то вроде знака отличия, который освобождал бы вас от ваших собственных грехов. Музыка была затмевана смыслом».

## Отзывы критиков
| Оценки критиков               | Оценки критиков |
| Источник                      | Оценка          |
| ----------------------------- | --------------- |
| AllMusic                      | [ 8 ]           |
| The Great Rock Discography    | 7/10            |
| Los Angeles Times             | [ 17 ]          |
| MusicHound                    | [ 18 ]          |
| Pitchfork Media               | 8.6/10          |
| Q                             | [ 19 ]          |
| Rolling Stone                 | [ 10 ]          |
| The Rolling Stone Album Guide | [ 20 ]          |
| Spin Alternative Record Guide | 8/10            |
| Uncut                         | 9/10            |

Альбом получил восторженные отзывы во многих изданиях, включая Time и Rolling Stone. Рецензент Rolling Stone Мэтт Дил написал, что Fugazi вернули себе звание «единственной значимой группы» после The Clash. В обзоре лучших альбомов года Брэд Тайер из Houston Press включил этот альбом в свой список и назвал группу «бьющимся сердцем панк-рока».
Однако альбом получил и неоднозначные отзывы. В целом положительном отзыве Джонатан Голд из Los Angeles Times отметил, что на этом альбоме «Fugazi работают примерно в том же стиле мета-попа, что и Sonic Youth», и добавил: «В коллективном теле Fugazi нет ни капли причудливости, а тексты затрагивают самые мрачные темы в завуалированной метафоре студенческой поэзии». Журнал Spin был ещё более категоричен, назвав альбом «самым жёстким и предсказуемым альбомом Fugazi», несмотря на «яркие моменты», и раскритиковав их политические взгляды за дидактичность.
Ныне In on the Kill Taker считается прорывным альбомом группы. Джо Гросс, независимый исследователь, написал книгу об этом альбоме в рамках серии «33⅓», посвящённой классическим и влиятельным альбомам, которая была опубликована издательством Continuum в 2018 году. В своём предисловии, критик Роб Шеффилд назвал его «широко неправильно понятым альбомом широко непонятой группы, и всё же этот альбом лежит в основе их истории». Аналогичным образом критик из AllMusic Энди Келлман написал, что «это, пожалуй, самый трудновоспринимаемый альбом Fugazi от начала и до конца, но в каждом треке есть свои привлекательные черты, пусть и не сразу заметные». В 2011 году Кайл Райан в своей статье для The A.V. Club назвал этот альбом лучшим альбомом 1993 года и написал, что он «показал, как Fugazi обретают равновесие; дело было не в том, что группа переросла свою панк-рок-основу (и сообщество, которым дорожили её участники); Fugazi расширили палитру панка». В очень положительном ретроспективном обзоре Джейсон Даймонд, пишущий для Pitchfork Media, сравнил влияние альбома с высказыванием Брайана Ино о первом альбоме The Velvet Underground: «Сотни тысяч людей, которые купили In on the Kill Taker или видели выступление группы во время их турне по Америке, Канаде, Японии, Австралии и Новой Зеландии в том году и позже, так или иначе испытали на себе его влияние». В 2021 году в журнале Uncut написали, что этот альбом «остаётся одной из лучших пластинок альтернативного рок-бума».

### Награды
| Журнал          | Страна         | Награда                                   | Позиция |
| --------------- | -------------- | ----------------------------------------- | ------- |
| Pitchfork Media | США            | Top 100 Favorite Records of the 1990s     | 24      |
| LA Weekly       | США            | Top Five Best Post-Hardcore Records       | 4       |
| Kerrang!        | Великобритания | 100 Albums You Must Hear Before You Die   | 81      |
| Terrorizer      | Великобритания | 100 Most Important Albums Of The Nineties | -       |
| Rockdelux       | Испания        | 300 Best Albums, 1984–2014                | 191     |

### Влияние
Вокалист группы Thursday Джефф Рикли заявил, что In on the Kill Taker — его любимый альбом Fugazi. Композицию «Public Witness Program» перепела группа Screw 32. Так же называется группа из Норвегии. Группа Cassavetes взяла своё название из одноимённой песни с этого альбома, как и группа Great Cop. Музыкант в стиле пландерфоники Крис Лоухорн использовал 11 треков с этого альбома для своего альбома Fugazi Edits. Грег Сонье и Андре де Риддер вместе с группой Stargaze полностью «пересочинили» альбом под названием Instruments, который был выпущен в День музыкального магазина в 2019 году. Дэниел П. Картер, Лора Плезантс (из Kylesa) и Деймон Макмахон назвали этот альбом одним из своих любимых.

## Список композиций
Слова и музыка всех песен — группа Fugazi.
| №                   | Название                                      | Ведущий вокал       | Длительность |
| ------------------- | --------------------------------------------- | ------------------- | ------------ |
| 1.                  | «Facet Squared»                               | Иэн Маккей          | 2:42         |
| 2.                  | «Public Witness Program»                      | Ги Пиччотто         | 2:04         |
| 3.                  | «Returning the Screw»                         | Иэн Маккей          | 3:13         |
| 4.                  | «Smallpox Champion»                           | Ги Пиччотто         | 4:01         |
| 5.                  | «Rend It»                                     | Ги Пиччотто         | 3:48         |
| 6.                  | «23 Beats Off»                                | Иэн Маккей          | 6:41         |
| 7.                  | «Sweet and Low» (инструментальная композиция) | —                   | 3:36         |
| 8.                  | «Cassavetes»                                  | Ги Пиччотто         | 2:30         |
| 9.                  | «Great Cop»                                   | Иэн Маккей          | 1:52         |
| 10.                 | «Walken's Syndrome»                           | Ги Пиччотто         | 3:18         |
| 11.                 | «Instrument»                                  | Иэн Маккей          | 3:43         |
| 12.                 | «Last Chance for a Slow Dance»                | Ги Пиччотто         | 4:38         |
| Общая длительность: | Общая длительность:                           | Общая длительность: | 42:11        |

## Участники записи
| Fugazi - Иэн Маккей — вокал, гитара - Ги Пиччотто — вокал, гитара - Джо Лэлли — бас-гитара - Брендан Кэнти — барабаны Производственный персонал - Тед Найcли — продюсер - группа Fugazi — продюсеры - Дон Зиентара — звукоинженер - Чед Кларк — ремастеринг 2004 года | Художественное оформление - Джем Коэн — концепт-дизайн, ассамбляж, тексты - Джейсон Фаррелл — обложка - The Spectra System — фото - Синтия Коннолли — фото - Джереми Блейк — тексты - Люси Кейпхарт — фото |

## Чарты
| Чарт (1993 г.)                   | Позиции в чартах |
| -------------------------------- | ---------------- |
| США (Billboard 200)              | 153              |
| Великобритания (UK Albums Chart) | 24               |

### Комментарии
1. ↑  рус. «<…> чтобы я мог попытаться остановить ненавистников, работников-противников, беззаконных злодеев. Это важно, потому что люди, занимающие высокое положение, участвуют в убийстве».
2. ↑  «самая популярная рок-пара того времени»
3. ↑  который «танцевал хоки-поки на улице перед театром Capitol с барабанщиком Fugazi Бренданом Кэнти
4. ↑  который хотел знать, где жили Маккей и Пиччотто во время гастролей в Вашингтоне, округ Колумбия

### Сноски
1. ↑  Pell, Nicholas. Top Five Best Post-Hardcore Records. LA Weekly (3 июля 2012). Дата обращения: 4 февраля 2017.
2. 1 2  Perlah, Jeff. «The Independent». Guitar World. March 2002.
3. ↑  Brace, Eric. «Nightwatch». The Washington Post. August 20th, 1999. Retrieved on January 27, 2009.
4. 1 2 3  Gentry, Brendan. Secret History: Fugazi's In on the Kill Taker. www.dcist.com. Дата обращения: 27 сентября 2017. Архивировано 21 августа 2016 года.
5. 1 2 3 4 5 6 7  Diamond, Jason. Fugazi: In on the Kill Taker. Pitchfork (30 апреля 2017). Дата обращения: 17 марта 2010.
6. ↑  Corey Beasley. 1, 2, 3, Go: The 10 Best Fugazi Songs (23 ноября 2011). Дата обращения: 22 апреля 2020.
7. ↑  Gross, 2018, p. 111
8. 1 2 3  Kellman, Andy. In on the Kill Taker – Fugazi. AllMusic. Дата обращения: 17 марта 2010.
9. ↑  Red Medicine - Fugazi | Album | AllMusic (англ.), Дата обращения: 28 марта 2025
10. 1 2 3  Diehl, Matt (1993-09-30). In on the Kill Taker. Rolling Stone. Архивировано из оригинала 2016-09-17. Дата обращения: 2016-09-09. {{cite magazine}}: |archive-date= / |archive-url= несоответствие временной метки; предлагается 17 сентября 2016 (справка)
11. ↑  Gross, 2018, p. 79
12. ↑  In on the Kill Taker - Fugazi. Billboard. Дата обращения: 12 мая 2011.
13. 1 2  Brace, Eric. PUNK LIVES! WASHINGTON'S FUGAZI CLAIMS IT'S JUST A BAND. SO WHY DO SO MANY KIDS THINK IT'S GOD? (1 августа 1993).
14. ↑  Freidman, 2007, p. 52
15. ↑  Norman, 1993
16. ↑  Martin C. Strong. The Great Rock Discography. — 1st. — Canongate Books, 1998. — ISBN 978-0-86241-827-4.
17. 1 2  Gold, Jonathan (25 июля 1993). PC Punkers Take Opposite Tacks. Los Angeles Times. Дата обращения: 9 сентября 2016.
18. ↑  MusicHound Rock: The Essential Album Guide / Gary Graff. — 1st. — London : Visible Ink Press, 1996. — ISBN 978-0-7876-1037-1.
19. ↑  Fugazi: In on the Kill Taker. Q (83): 92. August 1993.
20. ↑  Wolk, 2004, pp. 315–16.
21. ↑  Minutemen // Spin Alternative Record Guide. — 1st. — New York : Vintage Books, 1995. — ISBN 0-679-75574-8.
22. 1 2  Uncut – April 2021.
23. ↑  Tyer, Brad. End Game. Houston Press (23 декабря 1993).
24. ↑  LLC, SPIN Media. SPIN. SPIN Media LLC (21 сентября 1993).
25. ↑  Music & Sound Studies Catalogue 2018-2019. Issuu.
26. ↑  Gross, 2018, p. ix.
27. ↑  1993. Music.
28. ↑  Pitchfork's Top 100 Albums of the 1990s [1999] | Book awards | LibraryThing. www.librarything.com. Дата обращения: 28 февраля 2019.
29. ↑  Pell, Nicholas. Top Five Best Post-Hardcore Records. LA Weekly (3 июля 2012). Дата обращения: 21 апреля 2020.
30. ↑  Rocklist.net...Kerrang! Page 2... www.rocklistmusic.co.uk. Дата обращения: 28 февраля 2019. Архивировано 14 февраля 2006 года.
31. ↑  Rocklist.net....Terrorizer Magazine..... www.rocklistmusic.co.uk. Дата обращения: 28 февраля 2019. Архивировано 24 мая 2008 года.
32. ↑  Música en la mochila » Blog Archive » Mejores discos durante los 30 años de Rockdelux (1984-2014). Дата обращения: 28 февраля 2019.
33. ↑  Krueger, Jonah. 10 Post-Hardcore Records Sparta’s Jim Ward and Thursday’s Geoff Rickly Think Every Music Fan Should Own. Consequence (2 августа 2023). — «[At] the top is Fugazi. My favorite of theirs is In on the Kill Taker, even though I got into them on 13 Songs.» Дата обращения: 7 декабря 2024. Архивировано 3 августа 2023 года.
34. ↑  Various Artists: Everybody Wants Somewhere: A Tribute To Fugazi (англ.). pastemagazine.com (25 апреля 2017). Дата обращения: 8 марта 2019.
35. ↑  Demo 2014, by Public Witness Program. Public Witness Program. Дата обращения: 8 марта 2019.
36. ↑  The spirit of Fugazi is alive in Philly's Cassavetes and Split Red (англ.). The Key (23 августа 2014). Дата обращения: 8 марта 2019.
37. ↑  The Dismemberment Plan / Great Cop, Stereo, 28 November | Gig Review | The Skinny (англ.). www.theskinny.co.uk. Дата обращения: 8 марта 2019.
38. ↑  Raymer, Miles. 12 O'Clock Track: Chris Lawhorn, "Floating Boy / Rend It / Downed City / Argument" (англ.). Chicago Reader (16 октября 2012). Дата обращения: 8 марта 2019.
39. ↑  Chris Lawhorn – Fugazi Edits (англ.). Discogs. Дата обращения: 8 марта 2019.
40. ↑  RSD '19 Special Release: Stargaze & Greg Saunier – Instruments [A Track By Track Re-Composition of Fugazi's In On The Killtaker], Дата обращения: 8 марта 2019
41. ↑  Stargaze – Instruments [A Track By Track Re-Composition of Fugazi's 'In On The Killtaker'] (англ.). Rough Trade. Дата обращения: 8 марта 2019.
42. ↑  Andrew Kelham. TOP FIVE: DISCHORD RECORDS (31 марта 2009). — «Ok, I first bought 'Margin Walker' and that was it for me. Fugazi fan for life. Although my favourite album by them changes regularly, I still find that 'In On The Kill Taker' comes round as the one I listen to most often. I think it's their most aggressive album and it really hits home with me. I bought it on cassette and vinyl the day it came out so that I could listen to it on the way home on my walkman. Don't laugh.» Дата обращения: 22 апреля 2020.
43. ↑  Fury, Jeanne. 5 Albums That Remind Me of High School by Laura Pleasants (Kylesa). Decibel (13 октября 2010). Дата обращения: 21 апреля 2020.
44. ↑  Arackal, Abhilash. From Dylan to Fugazi: Amen Dunes about the records that left a mark. Nothing but Hope and Passion (22 мая 2018). Дата обращения: 21 апреля 2020.
45. ↑  Fugazi Chart History (Billboard 200)  (англ.). Billboard.  Дата обращения: 12 мая 2011.
46. ↑  Fugazi — Full Official Chart History  (англ.). UK Albums Chart. The Official Charts Company.  Дата обращения: 23 апреля 2012.